# Mónico Bueso Soto
Mónico Bueso Soto (nacido 1810, en Comayagua, Honduras), fue abogado y político de inclinación conservadora. Presidente Provisional del Estado de Honduras entre los días 27 de agosto al 21 de septiembre de 1839.

## Biografía
Fue hijo del matrimonio entre: Pedro Regalado Bueso Soto e Isabel María de Soto. Mónico es el hermano menor del también político Abogado José Santiago Bueso Soto presidente provisional de Honduras en 1855.
- 1838 Ministro en el gabinete de gobierno de Juan Francisco de Molina
- 1839 Administró la nación dentro del Consejo de Ministros de 1839
- 1839 Ministro en el gabinete de gobierno de Francisco de Aguilar (político)

## Presidencia Interina
Siendo las sucesiones interinas de los miembros del Consejo de Ministros de 1839, el General José María Bustillo, les hace entrega de la administración al Ministro Mónico Bueso Soto y al Ministro Francisco de Aguilar, en fecha 27 de agosto de 1839. La situación en Honduras estaba al límite debido a la invasión ocurrida por las tropas salvadoreñas al mando del General José Trinidad Cabañas en fecha 24 de agosto, tan sólo tres días después; Mónico Bueso y Francisco Aguilar gestionan para que la Asamblea Legislativa se alojase y así proceder a elegir a un presidente, por lo que después de haber quórum de representantes, según lo ordenado en la Constitución del Estado de Honduras de 1839 se elige el 21 de septiembre al General José Francisco Zelaya y Ayes como Primer Presidente constitucional de Honduras; pero, Zelaya y Ayes, no tomaría posesión del cargo por encontrarse fuera de Comayagua, por consiguiente el “Decreto” de designación presidencial, lo entregarían tanto Mónico Bueso y Francisco de Aguilar a Zelaya y Ayes en la ciudad de Juticalpa, Olancho a la cual elevaría como capital de su presidencia y acto seguido marcharía a Tegucigalpa para tomarla.